# Pedro Fernandes

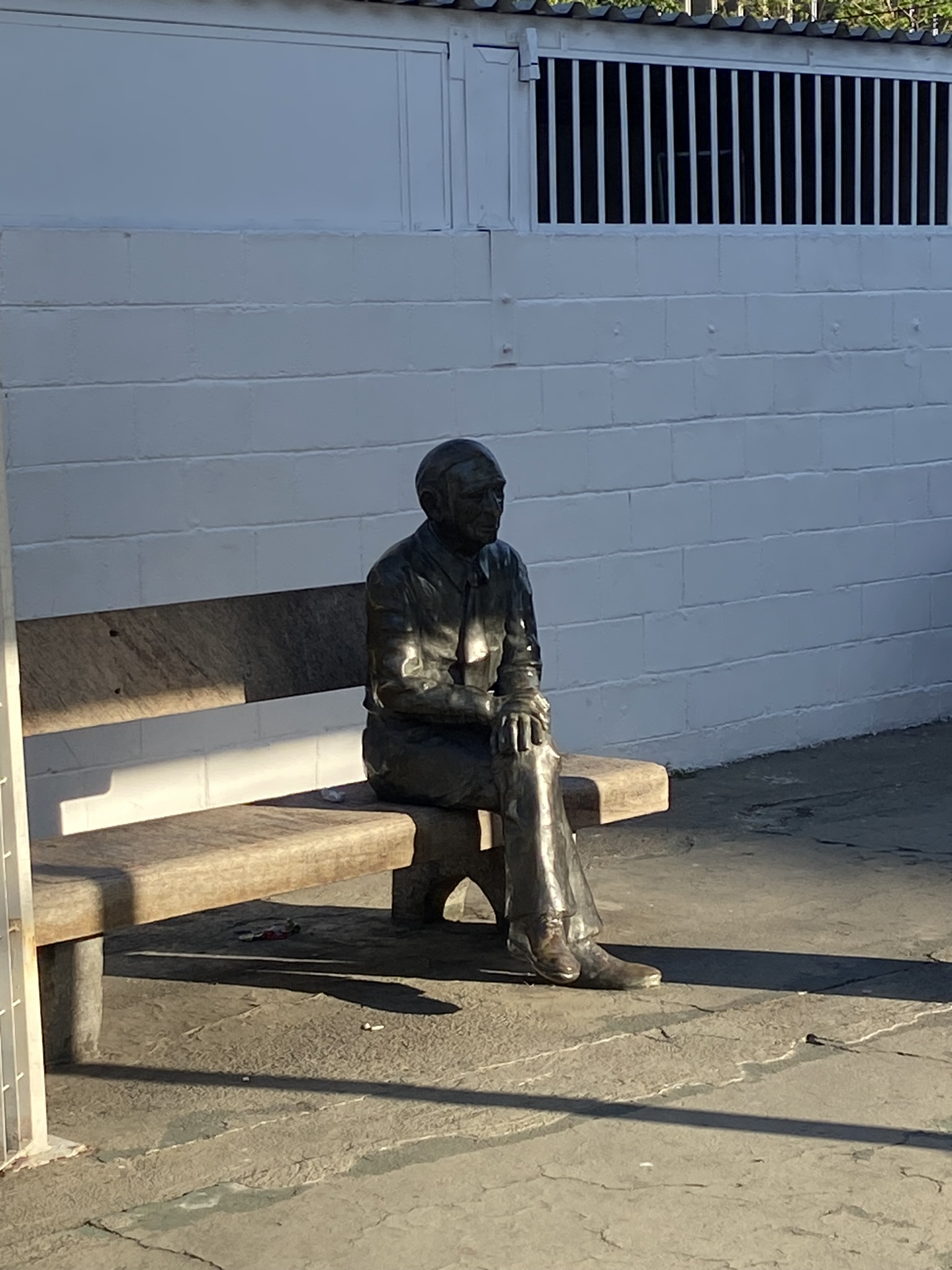
Estátua de Pedro Fernandes em Irajá

Pedro Fernandes Filho (Jardim do Seridó, 12 de maio de 1924 – Rio de Janeiro, 27 de dezembro de 2005) foi um político brasileiro com base no Rio de Janeiro.
Foi eleito deputado estadual pela primeira vez em 1962, ainda no estado da Guanabara. Ficou ausente da Assembléia Legislativa apenas entre 1982 e 1986. Pedro Fernandes era pai dos políticos Rosa Fernandes e Dino Fernandes, e avô de Pedro Fernandes Neto.